# Limnephilus argenteornatus
Limnephilus argenteornatus är en nattsländeart som beskrevs av Hagen 1873. Limnephilus argenteornatus ingår i släktet Limnephilus och familjen husmasknattsländor. Inga underarter finns listade i Catalogue of Life.